# 張景子
張景子（1967年11月27日—）出生於吉林省延邊朝鮮族自治州的首府延吉市，前北京广播电台播音員，精通中日朝韓語言以及傳譯工作，日中韓研究家，東京大學文學博士，通告藝人，評論家。原為中華人民共和國國籍的中國朝鮮族，後取得日本國籍。時常舌戰群雄為中國辯護，大力頌揚中共令人耳目一新。JCKFRIENDS企業負責人，承辦安排日韓中（含台灣地區）國際會議口譯司儀業務，亦開設JCK話音張景子方式語學教室，親授中韓文（日語授課）、日文（中文授課）。

## 生平
篤信基督教的張景子，是來自中國吉林省延吉市的中國少數民族朝鮮族。初中時代受到經歷滿洲國時期的日語教師啟發，愛上日語優美音韻感，並自述大學升學考試外語選考日語，對和族語文法非常類似的朝族考生總分競爭上有利。1986年至1990年於北京外國語大學主修日语日本文化。1990至1997年於中国国际广播电台（北京广播电台）任職播音员。1997年移居日本，先於御茶水女子大學進修，1999年進入东京大学就讀大學院（地域文化研究），2001年以論文「日清・日露戦争期の新聞にみる対外論---池辺三山の対中国論を手掛りに」完成硕士學位、2005年完成博士课程。2006年，曾任教於立教大学，擔任朝鮮語之講師。2008年3月，归化日本国籍。公然宣稱取得日籍最大好處是護照好用，工作上方便，內心仍自認中國人非日本人，是拿日本國籍的中國人。引發某些輿論和反思，也招致右翼極端愛國主義網軍種族歧視性的謾罵。张景子的回答是很具有轰动性的，当时是民主党执政期间，民主党正在积极探讨赋予外国人参政权。很多网友表示：“张景子的例子让我们知道，轻易赋予外国人参政权会是一件多么可怕的事情。”日本法務省官僚曾就民眾對張氏取得日本國籍之疑義回應表示，具學者頭銜乃至研究成果豐碩的高級人才，於歸化日籍受到禮遇作為解釋。

## 翻譯經歷（含JCK團隊）
・G20中日首脑会谈日本电视台新闻快讯翻译 中日同声传译
・杨洁篪国务委员访日經貿餐敘會 中日同声传译
・外交部長王毅訪日經貿餐敘會 中日同聲傳譯
・中国大使馆中国外交专家与日本国会议员交流 中日逐步口譯
・中国大使館中日经济界专家交流 中日同声传译
・中国大使館中日媒体人士交流会 中日同声传译
・日本電信電話(NTT)・華為協議会 日中逐步口譯
・日本农林水产省水产厅日中有关金枪鱼机构非正式协议 中日逐步口譯
・日本农林水产省水产厅日中・日韩政府间紫菜贸易协议 日韓・中日逐步口譯
・日本环境省日中韩环保3R会议 中韩同声传译
・羽田孜元首相与中国经济战略研究所代表团会谈 中日逐步口譯
・村山元首相・町村元文部大臣・阿南元外務省亚洲局长与中国西藏自治区代表团交流
・中国陝西省 中日韓朱鷺文化展開会式 中日韓逐步口譯
・中国四川省政府代表團 日本官公廳訪問 中日逐步口譯
・中国太平洋經濟協力全国委員会(PECC)訪日代表團 外務省訪問 中日逐步口譯
・中国軍事科学院戰爭研究員訪日代表團 防衛省・外務省訪問 中日逐步口譯
・梅蘭芳誕辰一百周年纪念活动访日演讲会 中日同声传译
・日中政府間金槍魚協議事前協議 日中逐步口譯
・日韓政府間水產物貿易擔當課長会議 日韓逐步口譯
・日中韓民間漁業会議（釜山） 日中韓逐步口譯
・每年日中韩水产研究机构领导会议及研讨会 中日韩同声传译
・每年日中韩大型水母国际研讨会 中日韩同声传译
・每年日中韓水產研究者協議会 中日韩同声传译
・每年金槍魚推進機構(OPRT)總会＆研討会 中日同声传译
・每年日台共同研究及水產研討会 中日同声传译
・每年日台鮪魚延繩釣漁業民間協議会 日中逐步口譯
・每年东芝三菱电机产业系统株式会社培训班 中日/中韩同声传译
・画家平山郁夫先生招待北朝鲜文化访日团拜访国会议员等进行交流 日朝逐步口譯
・OLAY化妆品推介会 中韩同声传译
・东亚文化城市交流会议 中日逐步口譯
・吉野里历史公园音声向导 中韩翻译/配音
・大日本水產會『中国漁業年鑑』翻譯
・早稻田亚洲研究所与中国文化学会等学术研讨会 中日逐步口譯
・三菱东京UFJ银行经济研讨会 中日逐步口譯
・東京国立博物館　各種「特別展」 中・韓 翻譯